# Claus Fasting
Claus Fasting, född 29 oktober 1746, död 25 december 1791, var en norsk författare.
Fasting, som var prästson från Bergen, valde att studera till präst mest för att följa sin fars önskan. Hans egen håg stod främst till litteraturen och Fasting förvärvade en djup kännedom om fransk, tysk och engelsk poesi. Han var ursprungligen starkt franskt orienterad, men fick med tiden allt djupare sympatier för tysk och engelsk förromantik, dock utan att förlora sin beundran för den franska upplysningens klarhet, formstränghet och fördomsfrihet. Han vistades upprepade gånger i Köpenhamn (1761-62, 66-68 och 70-77), där han blev en av de ledande i Det norske selskab. Fasting försökte själv slå sig fram som diktare, dock utan större framgång. Däremot gjorde han en stor litterär insats som kritiker och prosaist. Som medarbetare i Kritisk Journal (1773), Kritisk Tilskuer (1775-76), Provinzialblade (1778-81) samt Provinzialsamlinger (1791) skrev han en rad uppsatser, som ställer honom bland den norska litteraturens främsta essayister.